# Doyen de Birmingham

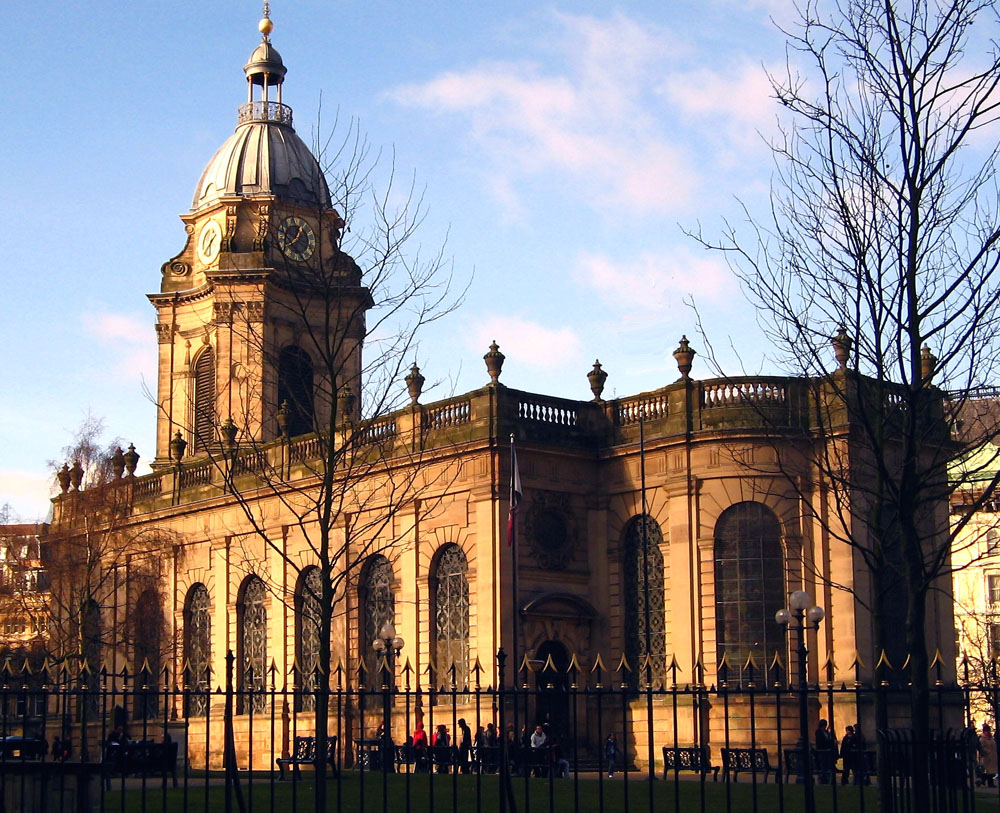
Cathédrale de Birmingham

Le doyen de Birmingham (Dean of Birmingham en anglais) est le principal membre du clergé responsable de la cathédrale St Philippe à Birmingham, en Angleterre. Avant 2000, le poste était appelé provost, terme équivalent à celui de doyen mais utilisé dans le cas des cathédrales construites à l'origine comme des églises paroissiales, ce qui le cas de Birmingham.

## Liste des provosts est doyens
| - 1931–1937 Hamilton Baynes - 1937–1949 Harold Richards - 1951–1962 Michael Clarke - 1962–1972 George Sinker - 1972–1986 Basil Moss - 1986–2000 Peter Berry - 2000–c. 2002/3 Gordon Mursell (devenu Doyen) | - 2002/3–2005 Gordon Mursell (précédemment Provost) - 2006–2009 Robert Wilkes - 2010–2017 Catherine Ogle (installé et intronisé en septembre 2010) - 30 septembre 2017-présent Matt Thompson |